# Savo Pavićević
Savo Pavićević (ur. 11 grudnia 1980) – czarnogórski piłkarz grający na pozycji obrońcy.

## Kariera
Po spędzeniu ośmiu lat w Hajduku Kuli, grał w Vojvodinie, a następnie w Energie Cottbus. 19 sierpnia 2009 roku podpisał kontrakt z AO Kavala. Latem 2010 roku podpisał roczny kontrakt z Maccabi Tel Awiw. W 2012 podpisał kontrakt z Omonią, a po trzech miesiącach wrócił do Izraela i grał tam w Hapoelu Tel Awiw. W 2013 roku przeszedł do Anorthosisu Famagusta. W 2014 roku został zawodnikiem Crvena Zvezda. W 2016 przeszedł do Spartaka Subotica.